# Pienisalo (ö i Mellersta Finland)
Pienisalo är en ö i Finland. Den ligger i sjön Keitele och i kommunen Viitasaari i den ekonomiska regionen  Saarijärvi-Viitasaari och landskapet Mellersta Finland, i den centrala delen av landet, 300 km norr om huvudstaden Helsingfors. Öns största längd är 1,3 kilometer i sydöst-nordvästlig riktning.